# Římskokatolická farnost Vrchoslavice
Římskokatolická farnost Vrchoslavice je územní společenství římských katolíků v rámci prostějovského děkanátu olomoucké arcidiecéze s farním kostelem svatého Michaela. 

## Historie
První písemná zmínka o obci pochází z roku 1351. Už tehdy zde byl kostel. Šlo zřejmě o malou stavbu gotického slohu. Před třicetiletou válkou sloužil protestantům, později pak pustl. Až v roce 1729 byla obnovena ve Vrchoslavicích duchovní správa. V roce 1858 byla zbourána podstatná část starého kostela, zachována zůstala pravděpodobně opravená věž, která je součástí i dnešního kostela. Ten byl postaven v letech 1858 až 1862.

## Duchovní správci
Od července 2013 je administrátorem excurrendo  R. D. Mgr. Tomáš Strogan.

## Bohoslužby
| Kostel           | Místo        | Bohoslužba (den) | Hodina            | Poznámka     |
| ---------------- | ------------ | ---------------- | ----------------- | ------------ |
| svatého Michaela | Vrchoslavice | neděle středa    | dle domluvy 16.30 | Farní kostel |

## Aktivity farnosti
Ve farnosti se pravidelně pořádá tříkrálová sbírka. V roce 2018 se při ní vybralo jen ve Vrchoslavicích 18 tisíc korun.